# Arquidiocese de St Andrews

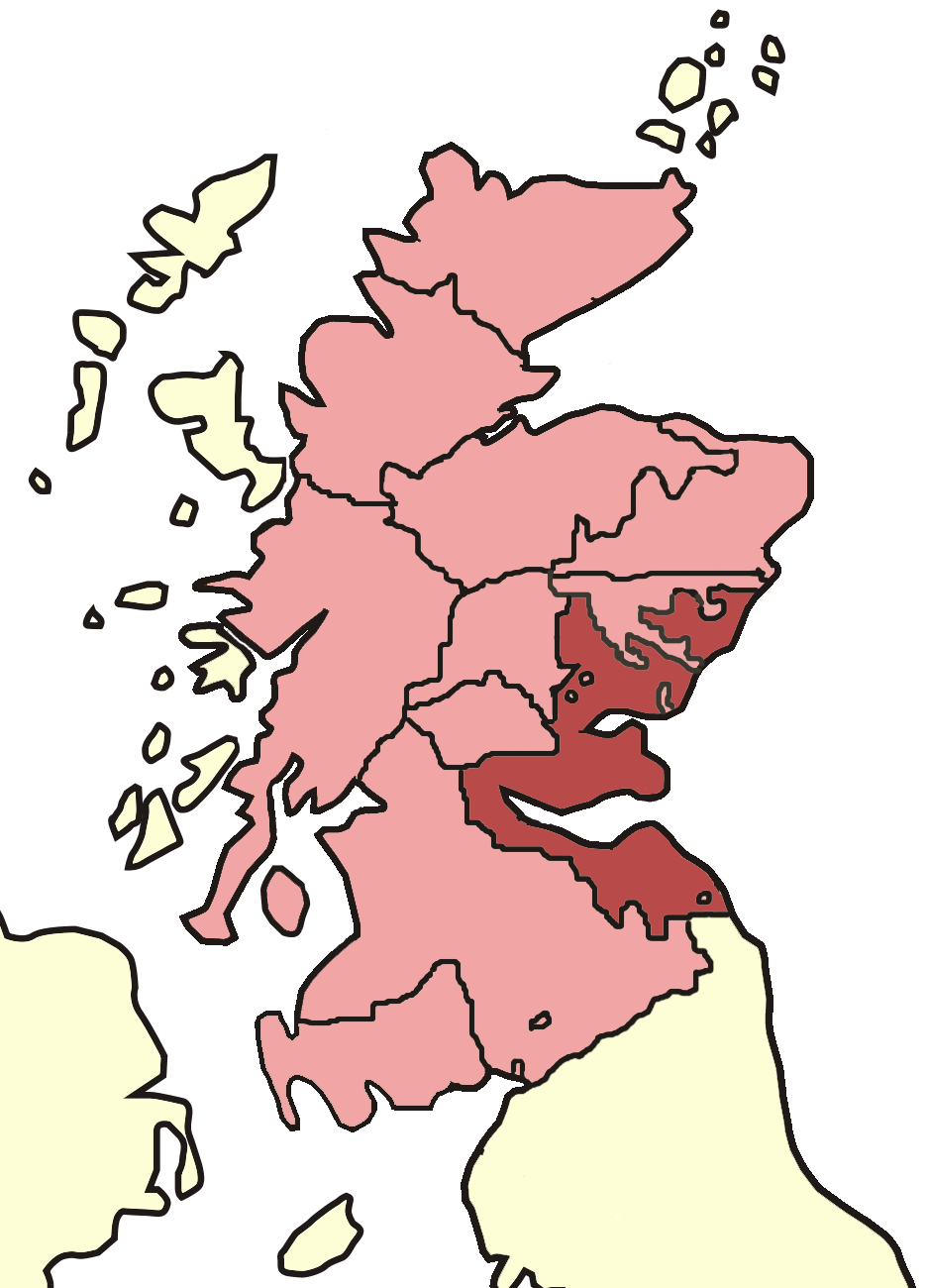
Região onde ficava a arquidiocese

 Arquidiocese de St Andrews  foi um território de jurisdição episcopal na era moderna e medieval da Escócia. Foi a maior e mais popular arquidiocese da igreja medieval escocesa, se situando no leste do atual território escocês.  
Não foi considerada uma arquidiocese até 1472, mas Saint Andrews já havia sido reconhecida como tal pelo chefe da igreja na Escócia desde do século XI. Acabou se tornando uma das grandes arquidiocese do país, junto com os Bispados de Aberdeen, Brechin, Caithness, Dunblane, Dunkeld, Moray e Orkeney. 

## Organização
Em 1300 D.C , 233 igrejas paroquiais foram reconhecidas pela grande diocese. Elas foram dividias em dois arcediagados, todas sub-divididos em decanatos provinciais:

### Arcediagado de Saint Andrews

#### Decanatos de Angus
1. Aberlemno
2. Airlie
3. Aldbar
4. Arbirlot
5. Arbroath and Ethie
6. Barry
7. Dalbog
8. Dun
9. Dunlappie
10. Dunninald
11. Edzell
12. Eassie
13. Glamis
14. Idvies (Agora Kirkden)
15. Inchbraoch (Agora Craig)
16. Inverarity
17. Invergowrie
18. Inverkeilor
19. Inverlunan
20. Kettins
21. Kinnell
22. Kinnettles
23. Kirriemuir
24. Liff
25. Lintrathen
26. Logie
27. Logie Dundee (Agora Lochee)
28. Lundie
29. Martin (Agora Strathmartine)
30. Meathie Lour
31. Monifieth
32. Murroes
33. Nevay
34. Newtyle
35. Rescobie
36. Restenneth and Forfar
37. Tannadice
38. Strathdighty
39. Strathdighty Comitis (Agora Mains)

#### Decanatos de Fife
1. Abercrombie (Agora St Monance)
2. Anstruther
3. Auchtermoonzie (Agora Moonzie)
4. Ceres
5. Crail
6. Collessie
7. Creich
8. Cupar
9. Dairsie
10. Dunbog
11. Dunino
12. Flisk
13. Forgan
14. Kellie (Agora Carnbee)
15. Kemback
16. Kennoway
17. Kilconquhar
18. Kilmany
19. Kilrenny
20. Largo
21. Leuchars
22. Lindores (ou Abdie)
23. Logie Murdoch
24. Monimail
25. Newburn
26. St Andrews
27. Scoonie
28. Tarvit

#### Decanatos de Fothriff
1. Arngask
2. Auchterderran
3. Auchtermuchty
4. Carnock
5. Clackmannan
6. Cleish
7. Cults
8. Dunfermline
9. Dysart
10. Forthar (agora Kirkforthar)
11. Inverkeithing
12. Kilgour
13. Kinglassie
14. Kinross
15. Kirkcaldy
16. Lathrisk
17. Magna Kinghorn
18. Markinch
19. Methil
20. Muckhart
21. Parva Kinghorn
22. Portmoak
23. Torry (agora Torryburn)
24. Wemyss

#### Decanatos de Gowrie
1. Benvie
2. Blair (Agora Blairgowrie)
3. Cambusmichael
4. Collace
5. Errol
6. Forgan (Agora Longforgan)
7. Forteviot
8. Fowlis
9. Inchture
10. Kilspindie
11. Kinfauns
12. Kinnoull
13. Luncarty
14. Methven
15. Perth
16. Pottie (Agora Dunbarney)
17. Rait
18. Rhynd
19. Rossinclerach (Agora Rossie)
20. Scone

#### Decanatos de Mearns
1. Aberluthnot (Agora Marykirk)
2. Arbuthnott
3. Benholm
4. Conveth (Agora Laurencekirk)
5. Dunnottar
6. Durris
7. Ecclesgreig (Agora St Cyrus)
8. Fettercairn
9. Fetteresso
10. Fordoun
11. Garvock
12. Kinneff
13. Newdosk
14. Nigg

### Arcediagado de  Lothian

#### Decanatos de Haddington
1. Athelstaneford
2. Auldhame
3. Bara
4. Bolton
5. Bothans (agora Yester)
6. Carrington
7. Clerkington (agora Temple)
8. Cockpen
9. Cranston
10. Crichton
11. Dunbar
12. Fala
13. Garvald
14. Gullane
15. Haddington
16. Hamer (agora Whitekirk)
17. Heriot
18. Innerwick
19. Keith Humbie (agora Humbie)
20. Keith Marischal
21. Linton (agora Prestonkirk)
22. Loquhariot (agora Borthwick)
23. Masterton (now Newbattle)
24. Morham
25. Mount Lothian
26. Musselburgh
27. North Berwick
28. Oldhamstocks
29. Ormiston
30. Pencaitland
31. Saltoun
32. Seton
33. Soutra
34. Tranent
35. Tyninghame

#### Decanatos de Linlithgow
1. Airth
2. Auldcathie
3. Bathgate
4. Binny
5. Bothkenner
6. Calder Comitis (agora West Calder)
7. Calder Clere (agora East Calder)
8. Carriden
9. Dalmeny
10. Dunipace
11. Duddingston
12. Ecclesmachan
13. Falkirk
14. Gogar
15. Hailes (agora Colinton)
16. Kinleith (agora Currie)
17. Kinneil
18. Kirkton
19. Larbert
20. Lasswade
21. Linlithgow
22. Listen (agora Kirkliston)
23. Livingston
24. Melville
25. Newton (agora Kirknewton)
26. Penicuik
27. Pentland
28. Ratho
29. Restalrig
30. St Cuthbert-under-the Castle
31. St Giles of Edinburgh
32. St Mary in the Fields
33. Slamannan
34. Stirling
35. Strathbrock (agora Uphall)
36. Woolmet (agora Newton)

#### Decanatos de Merse
1. Berwick
2. Channelkirk
3. Chirnside
4. Coldingham
5. Cranshaws
6. Duns
7. Earlston
8. Eccles
9. Ednam
10. Edrom
11. Ellem (agora Ellemford)
12. Fishwick
13. Fogo
14. Foulden
15. Gordon
16. Greenlaw
17. Hallyburton
18. Hilton
19. Horndeam
20. Hume
21. Hutton
22. Lamberton
23. Langton
24. Legerwood
25. Lennel (agora Coldstream)
26. Lauder
27. Makerstoun
28. Mertoun
29. Mordington
30. Nenthorn
31. Old Cambus
32. Polwarth
33. St Bathans (agora Abbey St Bathans)
34. Simprim
35. Smailholm
36. Swinton
37. Stichill
38. Upsettlington (agora Ladykirk)
39. Wedale (agora Stow)
40. Whitsome